# Університет Андорри
Університе́т Андо́рри (кат. Universitat d'Andorra) — державний університет Андорри, єдиний у державі. Заснований 1997 року. Знаходиться в провінції Сант-Жулія-де-Лорія.
Мова викладання — каталанська, яка є офіційною мовою Андорри.
В університеті працюють 94 співробітники та навчається 427 студентів. На частині факультетів здійснюється також дистанційне навчання. Заклад є членом Європейської університетської асоціації та Міжнародної асоціації університетів. Станом на 2006 рік близько двох третин фінансових надходжень університет отримував із Андорри.